# Ignasi Marroyo
Marià-Ignasi Marroyo i Rodríguez, més conegut com a Ignasi Marroyo (Madrid, 22 de maig de 1928 - 30 de juny de 2017), fou un fotògraf català. Tot i néixer a Madrid, l'any 1928 la seva família es traslladà a Barcelona, on visqué fins a la dècada del 1960 quan s'establí a Rubí. Va produir al llarg de cinquanta anys un important fons fotogràfic, emmarcat dins de la Nova Avantguarda Catalana, moviment imprescindible per entendre i conèixer la fotografia catalana de les dècades de 1950 i 1960. D'altra banda també cal ressenyar la seva participació, com a membre fundador, del grup el Mussol, on va destacar el fotògraf Joan Colom.

## Biografia
A la darreria de la dècada de 1940 s'inicia com aficionat a la fotografia, després que els seus pares li regalessin una càmera Univex Unica. Anys més tard es fa amb una càmera Baldinette de pas universal que li permet fer fotografies de més qualitat. A partir d'aquí va experimentar amb altres càmeres i formats. Serà el format de pas universal, però, amb el qual farà el gruix de la seva obra.
A la dècada de 1950 presenta fotografies a diversos salons i concursos; destaquen les fotografies seleccionades al II Saló Internacional a Sant Adrià del Besòs i el premi d'Honor al primer concurs nacional de fotografies de roses a Sant Feliu de Llobregat.
És a finals d'aquesta dècada quan pren embranzida la seva afició per la imatge fotogràfica, coincidint amb el seu ingrés a l'Agrupació Fotogràfica de Catalunya.
L'any 1960 un grup de joves fotògrafs integrats per Josep Bros, Jordi Munt, Jordi Vilaseca, Joan Colom, Enric Garcia Pedret, Antoni Boada, Josep Mª Albero, i el mateix Ignasi Marroyo, funden el col·lectiu fotogràfic El Mussol en el si de l'Agrupació Fotogràfica de Catalunya. Aquest col·lectiu va tenir el suport del crític, dinamitzador cultural Josep Maria Casademont, i també promotor de la Sala Aixelà, un espai mític per als fotògrafs d'aquella generació. Durant aquesta època realitza diverses exposicions col·lectives amb el grup El Mussol.
Va ser col·laborador a El Correo Catalán i operador de cinema documental amb el director Joan Francesc de Lasa. L'any 1966 funda a Rubí el grup fotogràfic «El Gra», entitat amb la qual manté una vinculació constant. L'any 1963 comença a dedicar-se professionalment a la fotografia, dins del camp de la fotografia industrial; no és, però, fins a l'any 1972 que s'hi dedica exclusivament fins a la seva jubilació l'any 1993.
La Generalitat de Catalunya li atorgà la Creu de Sant Jordi el 2014.
L'octubre de 2014 és convidat per Gervasio Sánchez i Sandra Balsells, organitzadors del XIV Seminario de Fotografía y Periodismo, a la localitat d'Albarrasí (Terol), per fer una ponencia titulada Ignasi Marroyo, recuerdos de un fotógrafo, confidencias con mi hija Pilar.

## Fons
El seu fons es conserva a l'Arxiu Nacional de Catalunya. El fons fotogràfic d'Ignasi Marroyo × integrat per uns 73.000 exemplars (en els seus diferents suports i formats). D'aquest volum, uns 60.000 exemplars corresponen al seu fons personal i més creatiu, bona part realitzat en format 24x36; i la resta, uns 13.000 exemplars, corresponen a la seva producció com a fotògraf industrial entre les dècades de 1970 i 1990. També integren el fons quatre col·leccions de revistes fotogràfiques (Art de la Llum, Sombras, Arte Fotográfico i Imagen y Sonido) i un conjunt de manuals de tècnica fotogràfica dels anys quaranta i cinquanta. Tot aquest material es conservava a la residència actual del fotògraf a Rubí. Durant els darrers anys el mateix fotògraf s'ha encarregat d'organitzar, descriure i digitalitzar bona part del seu propi fons.
D'aquest conjunt fotogràfic destaquen, per la seva qualitat i per la seva mirada estètica, els reportatges sobre la Setmana Santa, el Somorrostro i les «corrides de toros». Aquests reportatges s'emmarquen dins del que s'ha anomenat realisme fotogràfic o nova avantguarda. La seva obra es pot trobar a les col·leccions del Museu Nacional d'Art de Catalunya i a galeries privades com Foto Colectania. El material ofert cobreix un període de més cinquanta anys, entre 1950 i 2010. Cronològicament, els primers reportatges corresponen als reportatges que presenta a exposicions i concursos durant la dècada de 1950, malgrat que diverses temàtiques predomina el realisme social amb una mirada estètica crítica. Les darreres, realitzades en format digital, són de caràcter més documental i relacionades amb Rubí.
El fons presenta un bon estat de conservació. Tots els rodets, instal·lats i identificats, ja han estat netejats i l'autor ha fet un treball d'identificació i datació que ajudarà molt posteriorment. De tota manera el material requereix una nova instal·lació que fa servir productes de conservació per a garantir la permanència i durabilitat de suport i emulsió, així com un dipòsit que permeti garantir les condicions de temperatura i humitat requerides per aquest material.